# Tamanredjo
Tamanredjo è un comune (ressort) del Suriname di 5.510 abitanti nel Distretto del Commewijne.